# Karyotyp

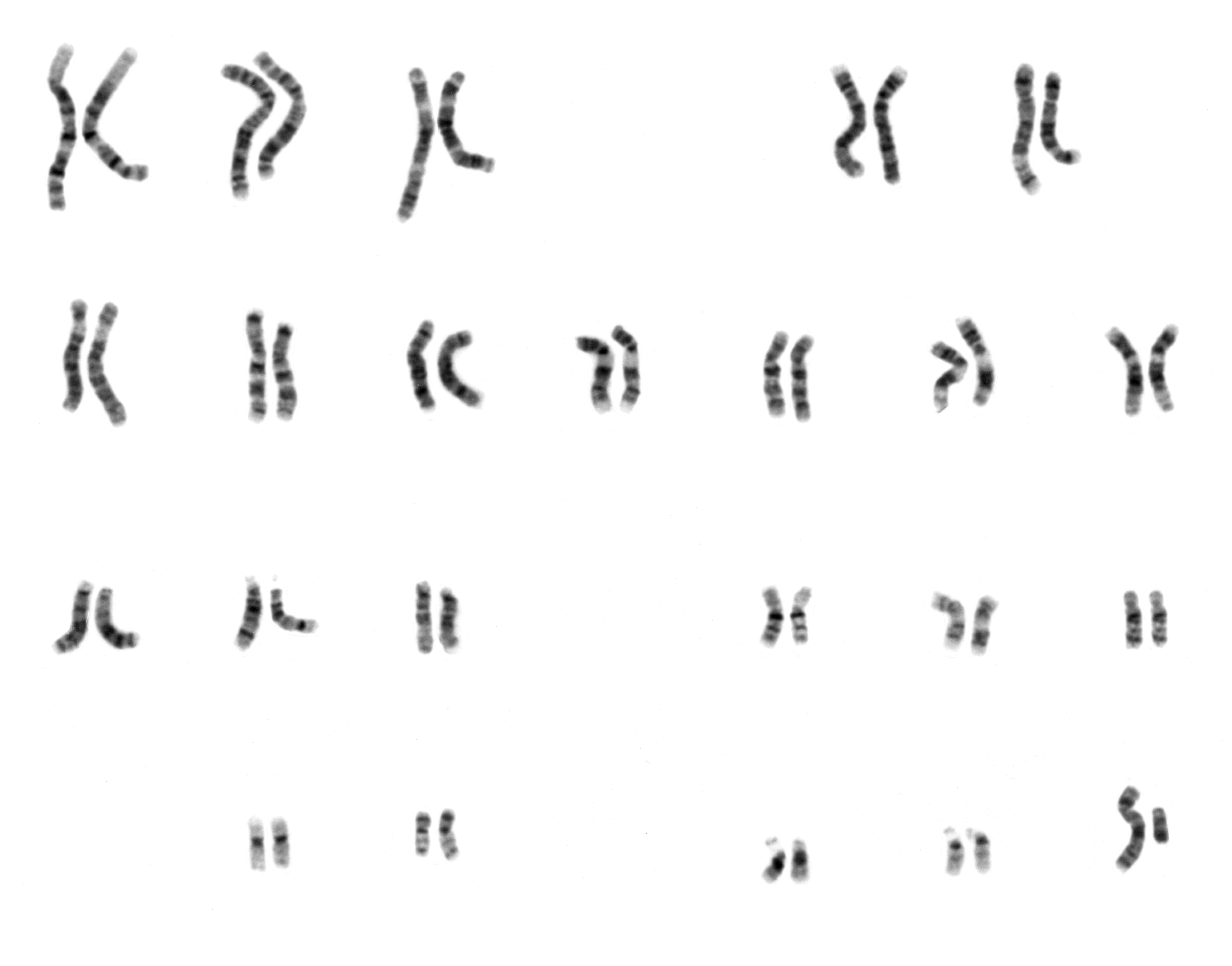
Karyotyp över människohanens kromosomuppsättning.

Schematisk karyotyp med band och sub-band.

Karyotyp syftar till den bild över kromosomernas antal och utseende som kan framställas genom att fotografera celler som befinner sig i mitosens metafas. Den normala karyotypen (för en människa) består av 44 autosomer plus 2 könskromosomer. En karyotyp används för att med hjälp av ljusmikroskopi hitta genetiska avvikelser för att förklara ett visst sjukdomstillstånd. Cytogenetiker använder ofta karyotyper för att identifiera kromosomala translokationer vid leukemi.
Ett idiogram är en karyotyp där kromosomerna har ordnats i par, efter storlek och efter centromerens position i fall där kromosomerna har samma storlek.